# Sinatra Sings Great Songs from Great Britain
Sinatra Sings Great Songs from Great Britain è un album del crooner statunitense Frank Sinatra, pubblicato nel 1962 dalla Reprise Records.

## Il disco
Great Songs from Great Britain fu inizialmente destinato solo al mercato britannico. Persino l'arrangiatore, Robert Farnon, è inglese. Le canzoni sono tranquille digressioni sulla natura e sull'amore; gli arrangiamenti risultano esuberanti e ispirati. Solo la voce di Sinatra non risulta sempre all'altezza dell'interpretazione, anche se il disco non è affatto male.
Circola la voce che Winston Churchill abbia impedito che in copertina vi fosse un ritratto di Sinatra. Il disco fu pubblicato negli Stati Uniti solo nel 1993.

## Tracce
1. The Very Thought of You - 3:34 - (Noble)
2. We'll Gather Lilacs in the Spring - 3:15 - (Novello)
3. If I Had You - 4:07 - (Campbell, Connelly, Shapiro)
4. Now Is the Hour - 2:51 - (Kaihan, Scott, Stewart)
5. The Gypsy - 3:21 - (Reid)
6. Roses of Picardy - 3:01 - (Weatherly, Wood)
7. A Nightingale Sang in Berkeley Square - 3:54 - (Maschwitz, Sherwin)
8. A Garden in the Rain - 3:24 - (Dyrenforth, Gibbons)
9. London by Night - 3:20 - (Coates)
10. We'll Meet Again - 3:44 - (Charles, Parker)
11. I'll Follow My Secret Heart - 3:16 - (Coward)

## Musicisti
- Frank Sinatra - voce;
- Robert Farnon - arrangiamenti.